# ルンファルド
ルンファルド（Lunfardo）は、アルゼンチンのブエノスアイレスで使われる俗語。

## 概要
19世紀末より、ブエノスアイレスで使われ始めた俗語である。当時のブエノスアイレスではイタリア系移民が多く、イタリア語からの借用語が使われていた。グアラニー語やマプチェ語など先住民の言葉や、昔は多く居たアフリカ系アルゼンチン人の言葉の借用語がある。
ルンファルドは、一部アルゼンチンの地方都市やウルグアイのモンテビデオでも、使われることとなる。また、一時期使われていたルンファルドも使われなくなることもしばしばである。
アルゼンチン音楽のタンゴの歌詞でよく使われている。普通の西和辞典では分からない単語が、タンゴの原詩で散見されるが、ルンファルドによるものである。タンゴの名曲の『最後の酔い』"La Última Curda" で、curda は、原義が「クルド人」であったが、「酔っ払ったインディオ」、「酔っ払い」となり、「酔い」という意味のルンファルドとして、定着するところとなる。

## 単語の一例

### 名詞
- buchón - ブイヨンスープ
- chochamu - 若い男（「muchacho」のベスレ（倒語））
- curda - 酔い
- fiaca - だるさ
- gomía - 友人、友達（「amigo」のベスレ）
- gurí - 男の子
- guita - 銭
- lorca - 暑さ
- percanta - 若い女性
- pibe - ガキ
- quilombo - 災難

### 動詞
- cerebrar - 考える
- engrupir - 馬鹿にする
- garpar - 金で払う（「pagar」のベスレ ＋ ‐ar 接尾辞）
- junar - 見る、知る
- laburar - 働く
- manyar - 知る、食べる
- morfar - 食べる
- pescar - 知る